# قورقودالی
کورکوتلی (به ترکی استانبولی: Korkuteli) شهری است در کشور ترکیه که در استان آنتالیا واقع شده‌است. جمعیت این شهر بر اساس سرشماری سال ۲۰۰۸ میلادی ۱۹٬۷۶۷ نفر و بر اساس برآوردهای سال ۲۰۰۹ میلادی ۲۰٬۵۶۳ نفر می‌باشد.

## تاریخ
این منطقه در سال ۱۲۰۷ میلادی توسط ترکان سلجوقی (سلطان غیاث‌الدین کیخسرو) از امپراتوری بیزانس فتح شد و توسط حکام محلی سلجوقی به عنوان اقامتگاه تابستانی مورد استفاده قرار گرفت. معماری سلجوقی در کورکوتلی شامل مسجد سلطان علاءالدین کیقباد و برخی حمامها و مقبره‌های تُرکی است.
با زوال سلجوقیان روم در اوایل قرن ۱۴ این منطقه به قلعه ای محکم در بیگ‌نشین تکه تبدیل شد. بایزید اول این منطقه را در سال ۱۳۹۲ وارد امپراتوری عثمانی کرد.